# سامانثا كاتي جيمس
سامانثا كاتي جيمس هي عارضة ماليزية، ولدت في 28 نوفمبر 1994 في كلاغ في ماليزيا.